# ザムゾン・ヴェルトハイマー

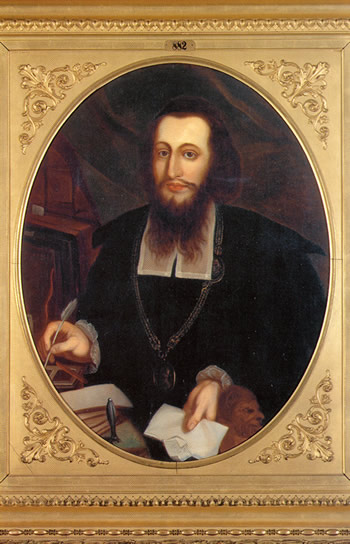
ザムゾン・ヴェルトハイマー

ザムゾン・ヴェルトハイマー（Samson Wertheimer, 1658年1月17日 - 1742年8月6日）はドイツ出身のオーストリアのラビ·宮廷銀行家（宮廷ユダヤ人）。
1690年、ウィーン宮廷の宮廷銀行家となる。1719年、ハンガリー王国の首席ラビとなり、のちにモラヴィアの首席ラビを兼ねる（アイゼンシュタットに居住し、ヴェルトハイマーの居住した住居は現在ユダヤ博物館となっている）。
反ユダヤ主義的な書籍の出版を禁止した。
1940年まで続いた、パレスチナ在住の貧しいユダヤ教徒の救済基金を設立した。